# ランド・オブ・プレンティ
『ランド・オブ・プレンティ』（Land Of Plenty）は、2004年公開のアメリカ合衆国・ドイツ合作映画。ヴィム・ヴェンダース監督。
アメリカ同時多発テロ事件をテーマにした作品。同時多発テロのみにとどまらず、貧困や家族、在米外国人などアメリカ合衆国の繁栄下における病巣までを描くドラマである。ヴェンダースが得意としているロード・ムービーとしての一面もある。少ない製作費をものともせず、16日間という驚異的な早撮りで完成した。

## あらすじ
テルアビブから叔父を探しにロサンゼルスへやってきたラナは、ホームレスに慈善をおこなう団体であるキリスト教教会に身を寄せながら、叔父を探しまわる。一方、その叔父であるポールはテロリストからアメリカ合衆国を守るために監視するという義務を自らに課して一人で町中を監視し続ける奇妙な男であった。そして、その二人はアラブ系のホームレスが殺害された場所で再会することとなる。

## キャスト
※括弧内は日本語吹き替え
- ラナ - ミシェル・ウィリアムズ（高橋理恵子）
- ポール - ジョン・ディール（佐々木勝彦）
- ヘンリー - ウェンデル・ピアース（立木文彦）
- ジミー - リチャード・エドソン（斎藤志郎）
- シャーマン - バート・ヤング
- ハッサン - ショーン・トーブ

## 評価
レビュー・アグリゲーターのRotten Tomatoesでは27件のレビューで支持率は63%、平均点は6.10/10となった。Metacriticでは10件のレビューを基に加重平均値が62/100となった。

## 受賞歴
- 2004年ヴェネツィア国際映画祭 ユネスコ賞